# Les Herbiers
Les Herbiers is een gemeente in het Franse departement Vendée in de regio Pays de la Loire. De plaats maakt deel uit van het arrondissement La Roche-sur-Yon. Les Herbiers telde op 1 januari 2022 16.589 inwoners.

## Geschiedenis
In 1130 werd de benedictijner abdij van La Grainetière gesticht vanuit de abdij van Saintonge. De plaats was een centrum van de Opstand in de Vendée (hier werd François Athanase de Charette gekozen als leider van de opstand) en begin 1794 werd de stad in brand gestoken door republikeinse troepen waarbij 60 inwoners omkwamen.
Aan het begin van de 20e eeuw groeide de gemeente door de komst van textiel- en meubelindustrie. In 1958 werd de scheepswerf van Jeanneau voor de bouw van plezierjachten geopend.
In 1964 fuseerde Les Herbiers met Petit-Bourg des Herbiers en Ardelay.

## Geografie
De oppervlakte van Les Herbiers bedroeg op 1 januari 2022 88,78 vierkante kilometer; de bevolkingsdichtheid was toen 186,9 inwoners per km². De Maine stroomt door de gemeente.
De onderstaande kaart toont de ligging van Les Herbiers met de belangrijkste infrastructuur en aangrenzende gemeenten.

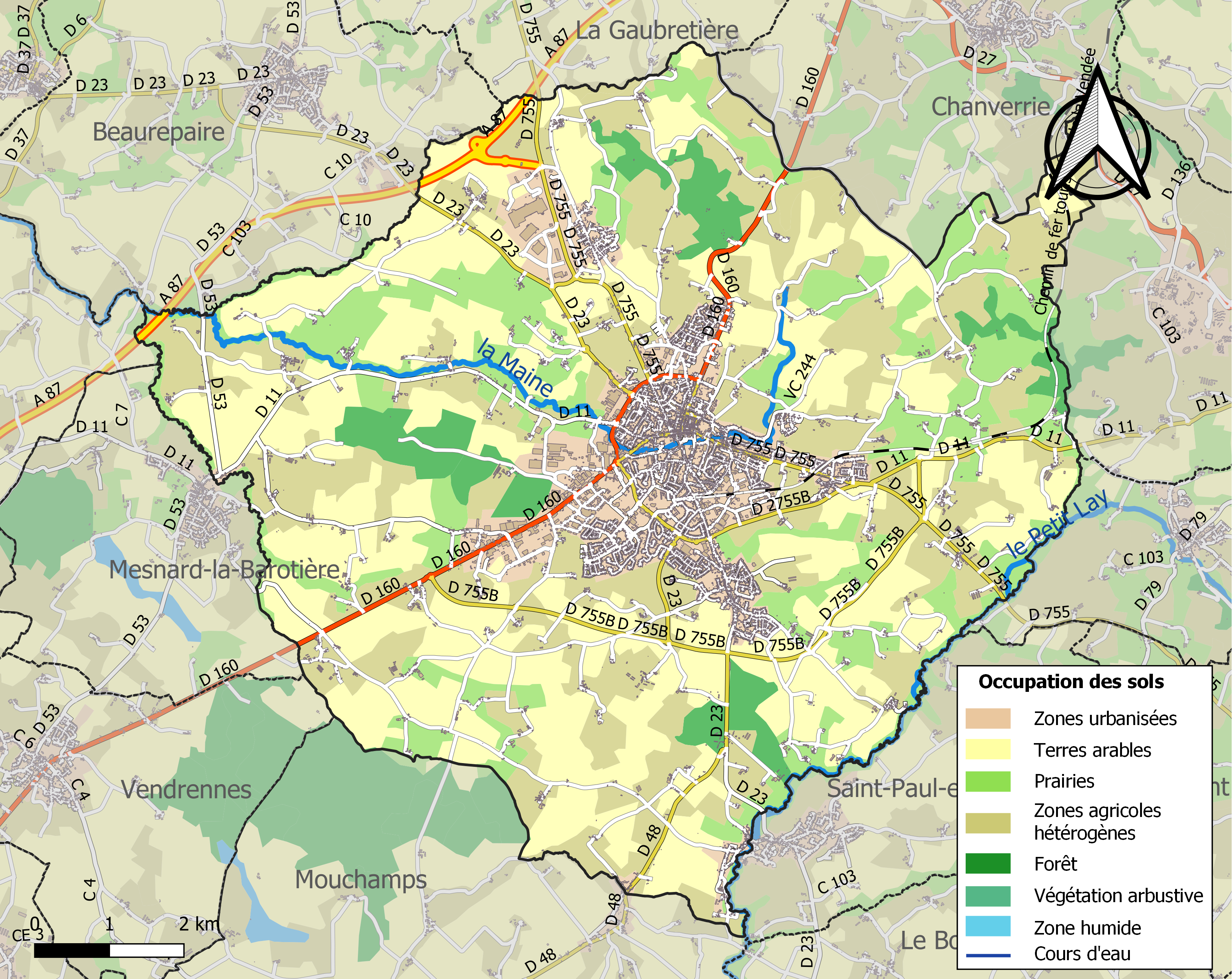

## Demografie
Onderstaande figuur toont het verloop van het inwonertal (bron: INSEE-tellingen).

## Bezienswaardigheden
- De door een oude windmolen bekroonde heuvel Mont des Alouettes, 243 meter boven NAP, 130 m hoger dan het stadje les Herbiers zelf. Op de heuvel staat ook een kapel ter gedachtenis van de slachtoffers van de Opstand in de Vendée.
- Het Kasteel van Ardelay.
- Het Kasteel van Boitissandeau.

## Economie
De gemeente staat sinds 2017 bekend om haar lage werkloosheidscijfers (in 2018 slechts 5% van de beroepsbevolking). Er is onder andere een distributiecentrum van een grote woonwinkelketen, en een zeer grote broodfabriek gevestigd. Net buiten de gemeentegrens ligt het attractiepark van Le Puy du Fou.

## Sport
De plaatselijke voetbalclub Vendée Les Herbiers Football beschikt over een klein stadion met ca. 5.000 plaatsen. De club, dan uitkomend op het derde niveau van Frankrijk,  bereikte in 2018 de Franse bekerfinale met als tegenstander Paris Saint-Germain. Dat won met 2–0.
Rond Les Herbiers wordt jaarlijks de Chrono des Nations gereden, een eendaagse wielerwedstrijd speciaal voor tijdritspecialisten.